# Pozner (zbójnik)
Pozner – postać legendarna, zbójnik związany z legendą o powstaniu nazwy Trupieniec dla dolnego biegu rzeki Bobrzy.
Pozner wraz z bandą miał grasować w Górach Świętokrzyskich podczas potopu szwedzkiego. Pewneg dnia szwedzcy żołnierze porwali jego ukochaną. Oszlalały z rozpaczy zbójnik postanowił zerwać ze zbójeckiem procederem i w kieleckim kościele św. Wojciecha poprzysiągł Szwedom zemstę. Utworzywszy z mieszkańców Kielc i okolic oddział, wyruszył na jego czele w kierunku Chęcin. W okolicach Zgórska i Słowika napadli na zaskoczonych Szwedów, z których część zginęła w walce, część zaś potopiła się w rzece. Od owych trupów ma pochodzić nazwa Trupieniec.